# Concepcion
Concepcion – jednostka osadnicza w Stanach Zjednoczonych, w stanie Teksas, w hrabstwie Duval.